# Einfeldia natchitocheae
Einfeldia natchitocheae är en tvåvingeart som först beskrevs av James E. Sublette 1964.  Einfeldia natchitocheae ingår i släktet Einfeldia och familjen fjädermyggor. Arten har ej påträffats i Sverige. Inga underarter finns listade i Catalogue of Life.